# 小山田站
小山田站（日语：／ Oyamada eki */?）位于岩手县花卷市幸田，是东日本旅客铁道（JR東日本）管辖的釜石线上的鐵路車站。

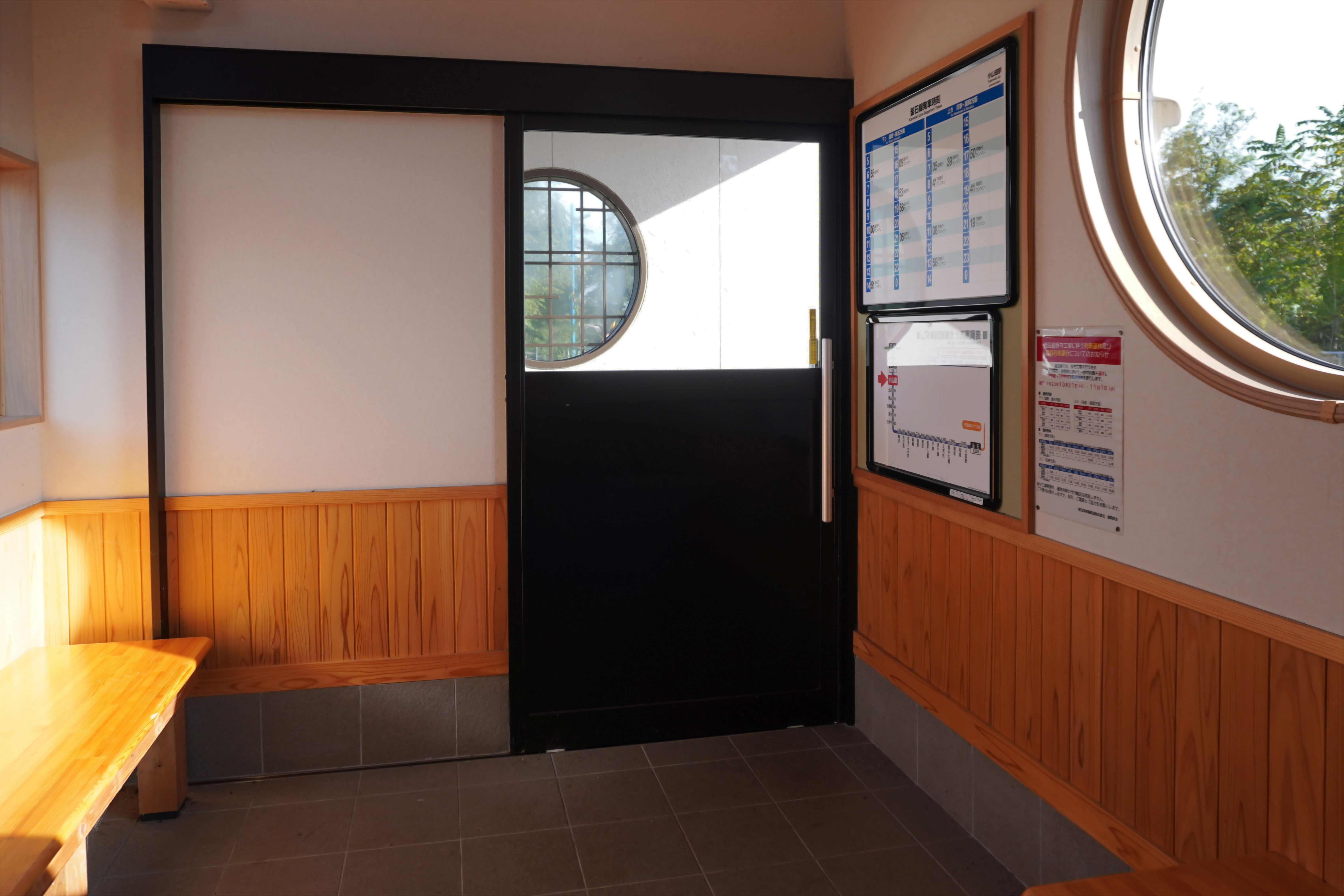
候車室内(2023年10月)

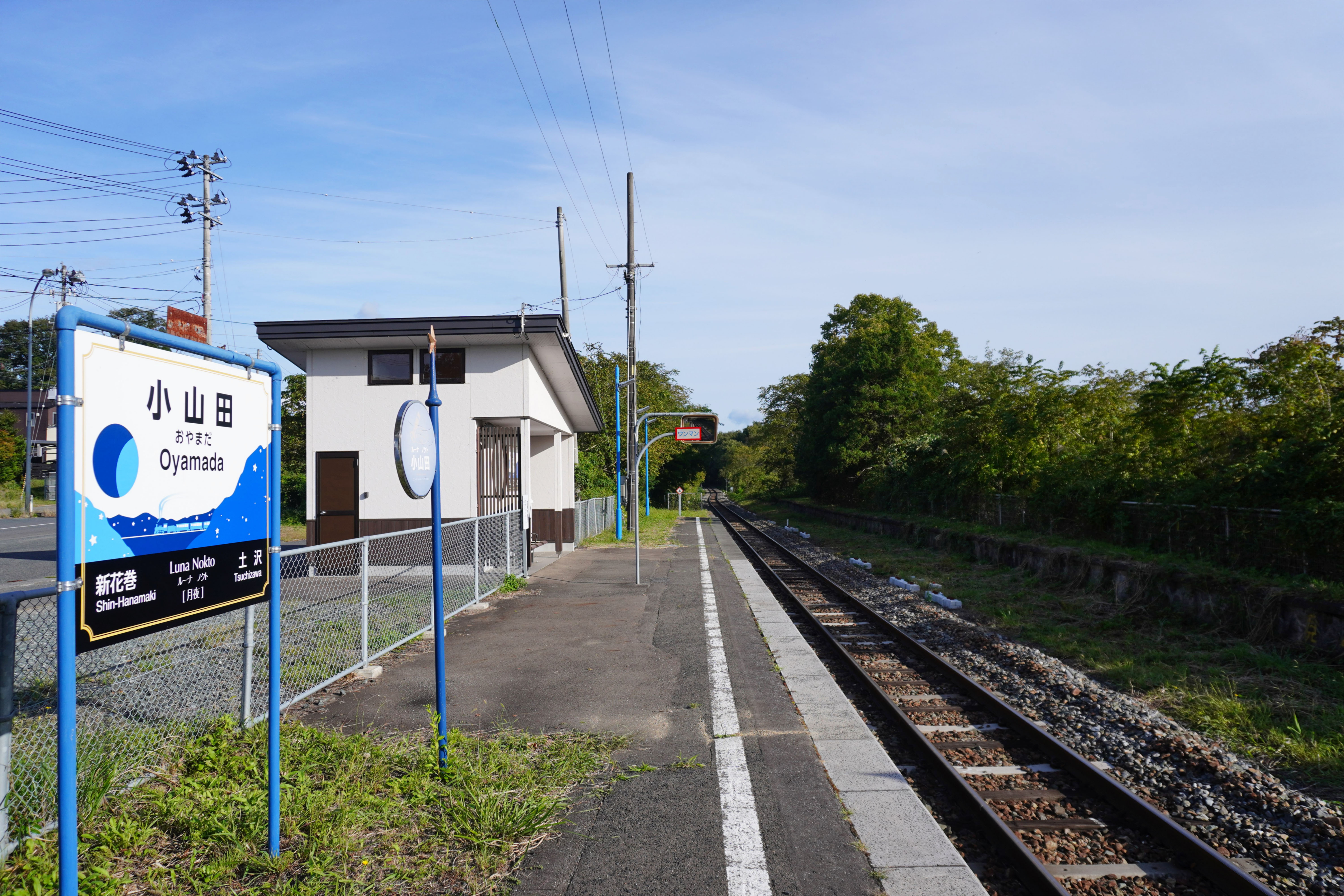
月台(2023年10月)

## 历史
- 1913年10月25日 - 作为岩手轻便铁道幸田站投入运营[2]。
- 1915年11月23日 - 更名为小山田站[3]。
- 1936年8月1日 - 岩手轻便铁道国有化，成为国铁釜石线车站[4]。
- 1943年9月20日 - 轨距改为1,067mm[4]。
- 1944年10月11日 - 随着釜石东线开业，线路名改为釜石西线[4]。
- 1950年10月10日 - 国铁釜石线全部贯通，在此成为釜石线车站[4]。
- 1961年10月1日 - 停止办理货运业务。
- 1972年11月1日 - 无人化。
- 1987年4月1日 - 国铁分割民营化后成为JR东日本车站。
- 1993年10月1日 - 车站无人化，归属花卷站管辖。
- 2017年4月1日 - 随着花卷站业务委托化，北上站管辖。
- 2018年2月15日 - 站房改建[5]。

## 车站结构
本站為侧式站台1台1线的地上车站，是由北上站管理的无人站。

## 其他
- 世界语站名：Luna Nokto（月夜）。

## 相鄰車站
東日本旅客鐵道（JR東日本）
□快速「濱百合」
通过
■普通
新花卷－小山田－土泽